# Анок Яй
Анок Яй (англ. Anok Yai, [əˈnɒk]; нар. 20 грудня 1997) — американська модель. Перша модель південносуданського походження та друга чорношкіра супермодель після Наомі Кемпбелл, яка відкрила показ Prada. Кілька разів з'являлася на обкладинках «iD» та міжнародних виданнях «Vogue», зокрема тричі в американській версії. Models.com визнав її однією з «Нових супермоделей», а 2023 року стала «Моделлю року» та «Топмоделлю США» 2024 року.

## Ранні роки
Народилася в Каїрі, Єгипет, 20 грудня 1997 року. У 3 роки з сім'єю переїхала до Манчестера, Нью-Гемпшир. Мати працювала медсестрою, а батько влаштувався в Easterseals. Має сестру Алім, залучену у фінансовий консалтинг. Закінчила школу у Манчестері та навчалася у Плімутському державному університеті на факультеті біохімії, збираючись стати лікаркою.

## Кар'єра

### 2017—2021: Відкриття та початок кар'єри
У жовтні 2017 року під час зустрічі випускників Говардського університету її помітив професійний фотограф Стів «theSUNK» Голл, який сфотографував її й опублікував фото в Instagram. Фото набрало понад 20 тисяч лайків, а модельні агентства, зокрема IMG Models, попросили зв'язатися з нею. Зрештою вона підписала контракт з Next Model Management, яке дзвонило їй щодня протягом кількох тижнів. За 4 місяці вона стала першою суданською моделлю, яка відкрила показ мод Prada, що вважається найвищим досягненням у модельному бізнесі. Також з'явилася в кампанії Prada SS 2018 і в кампанії Nike, розробленій Ріккардо Тішші з Givenchy.
«Це честь для мене, і я пишаюся тим, що мене обрали відкрити, це серйозна подія. Відкриття одного з найкращих будинків моди — це заява світові, особливо темношкірим жінкам, що їхня краса це те, що заслуговує віншування».
Виступала на подіумах світових брендів, як-от Versace, Max Mara, Fendi, Burberry та Louis Vuitton. Знімалася в рекламі Tiffany & Co., Nike, Hood by Air і Ambush.
З'являлася на обкладинках і редакційних статтях «Vogue» (включно з кількома міжнародними виданнями), «W», «CR Fashion Book», «AnOther», «Dust», «Purple», «Harper's Bazaar», «iD», «Self Service», «V», «Elle», «Garage», «Document Journal», «Dazed» і «Pop».
2018 року знялася в рекламній кампанії спільних кросівок Nike, Рікардо Тішші та Minotaurs. У липні 2018 року представляла Estée Lauder. У грудні 2018 року представляла кампанію Александра Ванга «Collection 1» Drop 2. Того ж року з'явилася на обкладинках «Dazed», «iD», «Purple Fashion» і «Dust».
2019 року знялася в короткометражному фільмі для колекції Chanel-Pharrell разом з Адут Акеч й Алтоном Мейсоном. З'явилася на обкладинках «AnOther», «CR Fashion Book», «PRINT», «W», «Vogue» (включно з корейськими, італійськими, бразильськими та японськими виданнями).
2020 року була моделлю для кампанії Versace Resort «Flash 2021». З'явилася в кампанії Alexander McQueen F/W 2020, фотографом був Джеймі Гоксворт. Знову з'явилася на обкладинці «Vogue» (японське, німецьке, голландське й американське видання).
2021 року знялася в кампанії Ambush S/S 2021, яку фотографував Ітан Джеймс Грін. Очолила фотосесію кампанії Hood by Air «02 PROLOGUE» у червні 2021 року. Юрген Теллер фотографував її для реклами Yves Saint Laurent зима 2021. У вересні 2021 року з'явилася на обкладинці «Vogue» разом з іншими моделями, зокрема Аріель Ніколсон, Беллою Хадід і Каєю Гербер.

### З 2022 року: статус супермоделі
2022 року з'явилася у двох S/S кампаніях, знятих Стівеном Мейзелом для Max Mara й Alexander McQueen. Працювала моделлю для Loro Piana у фотосесії, знятої Маріо Сорренті. У вересневій кампанії Tiffany & Co. Rose Gold Eau de Parfum знову працювала з Мейзелем. У лютому 2022 року з'явилася на обкладинці британського «Vogue» разом із чорношкірими моделями. Одним із перших випадків, коли Яї офіційно визнали супермоделлю, стала обкладинка за вересень 2022 року, присвячена 50-річчю «W».
У 2023 році представлена на обкладинці «Vogue», присвяченій Карлу Лагерфельду, сфотографована Енні Лейбовіц. Вона також з'явилася у «Vogue» Іспанія, «Vogue» Італія та «iD». Знялася в кліпі на пісню «Say Something» американського репера Lil Yachty. Під час Тижня моди в Парижі відкрила показ Mugler. Після її появи на Met Gala 2023 в одязі Прабала Гурунга її визнали однією з «найкраще одягнених супермоделей» за версією «Vogue Australia». Журнал «W» зазначив: «Її не можна було не помітити в такому образі». Стала «Моделлю року» за версією models.com.
Розпочала 2024 рік з участі у показі Louis Vuitton Men's F/W під час Тижня моди в Парижі. З'явилася у відеокліпі американського репера Тревіса Скотта «I KNOW?». У лютому стала обличчям Alien Hypersense, нового аромату Mugler.